# الحوامدة
قرية الحوامده هي إحدى القرى التابعة لمركز كفر صقر في محافظة الشرقية في جمهورية مصر العربية. حسب إحصاءات سنة 2006، بلغ إجمالي السكان في الحوامده 10219 نسمة، منهم 5042 رجل و5177 امرأة.